# 蔵光村
蔵光村（くらみつむら）は、かつて新潟県北蒲原郡にあった村。

## 沿革
- 1889年（明治22年）4月1日 - 町村制施行に伴い北蒲原郡蔵光村、下中江新村新田、中倉村、北中江新村新田、上中江新村新田、中妻村、東宮内村、黒岩村、麓村、滝村、上石川村、下石川村、中川新村新田が合併し、蔵光村が発足。
- 1901年（明治34年）11月1日 - 北蒲原郡菅谷村と合併し、菅谷村を新設して消滅。